# 성 게오르기우스

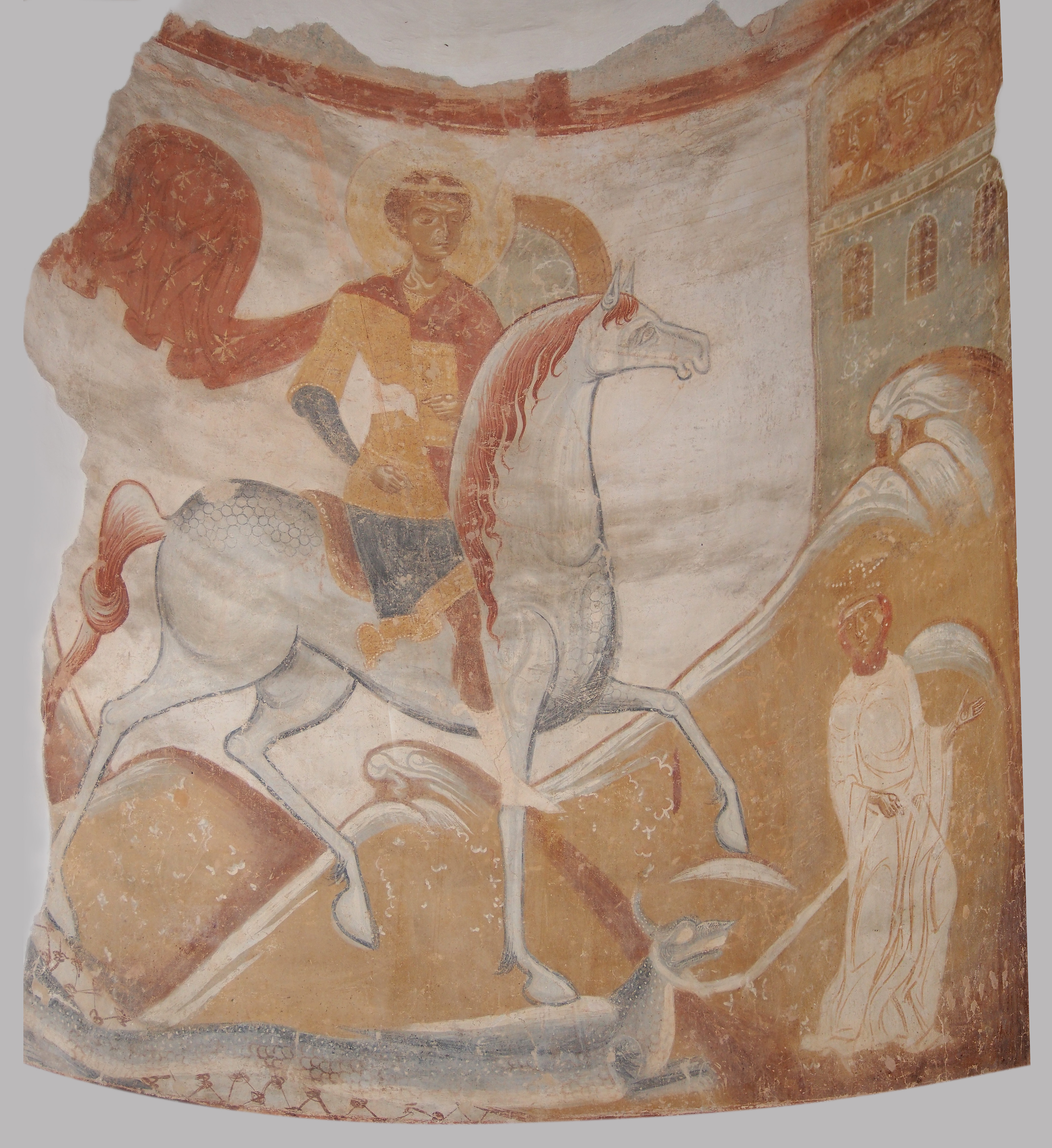
Saint George, 12th century fresco in Staraya Ladoga

성 게오르기우스(라틴어: Georgius,  영어: Saint George, 생년 미상 ~ 303년 4월 23일)는 초기 기독교의 순교자이자 14성인 가운데 한 사람이다. 성 제오르지오 혹은 세인트 조지라고도 한다. 기독교의 성인이며, 축일은 4월 23일이다. 게오르기우스는 농부를 뜻하는 그리스어에서 파생한 라틴어이다. 회화에서는 일반적으로 칼이나 창으로 드래곤을 찌르는 백마를 탄 기사의 모습으로 그려진다.
사수 · 기사 · 기사단 · 군인 · 남편 · 보이스카우트 · 검술가 · 잉글랜드 · 조지아 · 모스크바의 수호 성인이다.

## 각 언어별 발음과 표기
- 고대 그리스어 - 게오르기오스 Γεώργιος(현대 그리스어에서는 에오르이오스로도 불린다. Giorgos는 이 발음의 변형이다).
- 고대 아랍어 - 지르지스(جرجس)
- 이탈리아어 - 죠르죠(Giorgio)
- 영어 - 조지(George)
- 에스파냐어 - 호르헤(Jorge)
- 카탈루냐어 - 죠르디(Jordi)
- 독일어 - 게오르그(Georg, 에르크Jerg, Jörg 또는 유르겐Jürgen이라는 변형된 발음도 존재한다)
- 프랑스어 - 죠르쥬(Georges)
- 라틴어 - 게오르기우스(Georgius)
- 러시아어 - 게오르기( Георгий, 유리는 이 변형이다)
- 리투아니아어 - 유르기스(Jurgis)
- 조지아어 - 기오르기(გიორგი)

## 생애

### 개략
4세기 초에 참수된 게오르기우스에 대한 역사적 사실은 그의 무덤이 있는 이스라엘의 리다에서 발굴한 해석에 바탕을 두고 있다. 5세기 즈음에 그의 생애에 대한 설명이 처음 등장한다.
게오르기우스의 생애는 확실하지 않으나 전하는 바에 따르면 그는 3세기 후반에 로마 제국의 속주 팔레스티나의 리다에서 크리스트교를 믿는 그리스계 귀족의 가정에서 태어났으며, 로마의 군인이었던 아버지와 마찬가지로 그도 소아시아(오늘날의 튀르키예)의 니코메디아에서 군인으로 복무하였다고 한다.
로마 황제 디오클레티아누스는 302년에 로마 군단 안에서 크리스트교 신자들을 모조리 잡아들여서 로마의 전통 신들을 받들지 않으면 안 된다는 내용의 정령을 내렸고, 게오르기우스도 체포되어 이러한 배교를 강요받았으나 이를 거절하고 순교하였다고 전하고 있다.

### 악룡 퇴치 전설
유명한 기사 게오르기우스가 악한 용과 싸우는 이미지는 11세기에서 12세기경 중세 때 조지아에서 처음 등장하여 유럽에 알려졌으며 《황금전설》에 묘사된 매우 우화적인 것이었다.
이에 따르면, 카파도키아의 왕 세르비오스(Selbios)의 성이 있는 라시아(Lasia) 부근 호수에 독기를 뿜어내며 사람을 잡아먹는 거대한 악룡이 있었다. 악룡은 시레나를 장악하고 매일 두 마리씩의 양을 제물로 바칠 것을 요구하며 그것이 없으면 독기를 사방에 내뿜어댔다. 사람들은 어떻게든 그 재난으로부터 벗어나보려 했지만 그럴 만한 시간도 주어지지 않았다. 양이 다 떨어지자 이번에는 사람을 산제물로 바치게 되었다. 시레나는 작은 나라였기 때문에 사람 수도 금세 줄어들어 드디어 왕의 외동딸을 용에게 바쳐야 할 지경에 이르렀다. 왕은 성안의 보석을 가지고 달아나도록 했지만 실패했고, 다만 8일 정도의 유예만을 얻었을 뿐이었다.
이때에 마침 게오르기우스가 이곳을 지나게 되었다. 게오르기우스는 악룡에 대한 이야기를 듣고 자신이 나서서 해결하겠다고 했고, 공주가 용의 제물이 되기 위해 눈물을 머금고 호수로 향하는 행렬의 앞에 서서, 악룡과 마주하게 되었다. 용은 독을 뿜어내며 게오르기우스를 죽이려 했지만, 게오르기우스는 용이 입을 벌린 그 순간에 긴 창으로 일격에 용의 입속을 찔러 악룡을 제압했다. 게오르기우스는 공주의 허리띠로 악룡을 묶어 개나 말을 끌듯 도시로 데리고 왔다.
게오르기우스는 도시 사람들을 안심시키면서, 앞서 자신이 그리스도의 이름으로 용을 무찌르고 나면 개종하겠다고 했던 약속을 지키라고 명했다. 이에 이교를 믿던 마을 주민들은 크리스트교로 개종하게 되었다.

### 순교
게오르기우스는 크리스트교를 미워하는 이교도 왕에게 잡혀서 체포당한 후 게오르기우스는 화형대에서, 끓는 물속에서, 뾰족한 쇠바늘이 잔뜩 박힌 바퀴 아래에서도 잔혹한 고문을 당했으나 크리스트교의 신의 가호로 무사하였다고 한다.
왕은 이교 신전에서 게오르기우스에게 배교를 강요하였으나 게오르기우스가 크리스트교의 신에게 기도하자 신전은 무너져버렸다. 여기에 더해 왕비마저도 게오르기우스의 신념에 크리스트교로 개종하였고, 자존심이 상한 왕은 분노에 휩싸였다.
왕비는 남편인 왕의 명령으로 게오르기우스의 눈 앞에서 학살당했는데, 죽기에 이르러 「나는 세례를 받지 못했습니다」라고 호소했다. 게오르기우스는 왕비의 신앙을 축복하며 「누이여, 그대가 지금 흘리는 그 피가 세례가 될 것이오」라고 대답했고, 천국을 약속받은 왕비는 만족하며 숨을 거두었다고 한다.
게오르기우스 본인도 참수되어 순교자가 되었다.

## 게오르기우스 공경

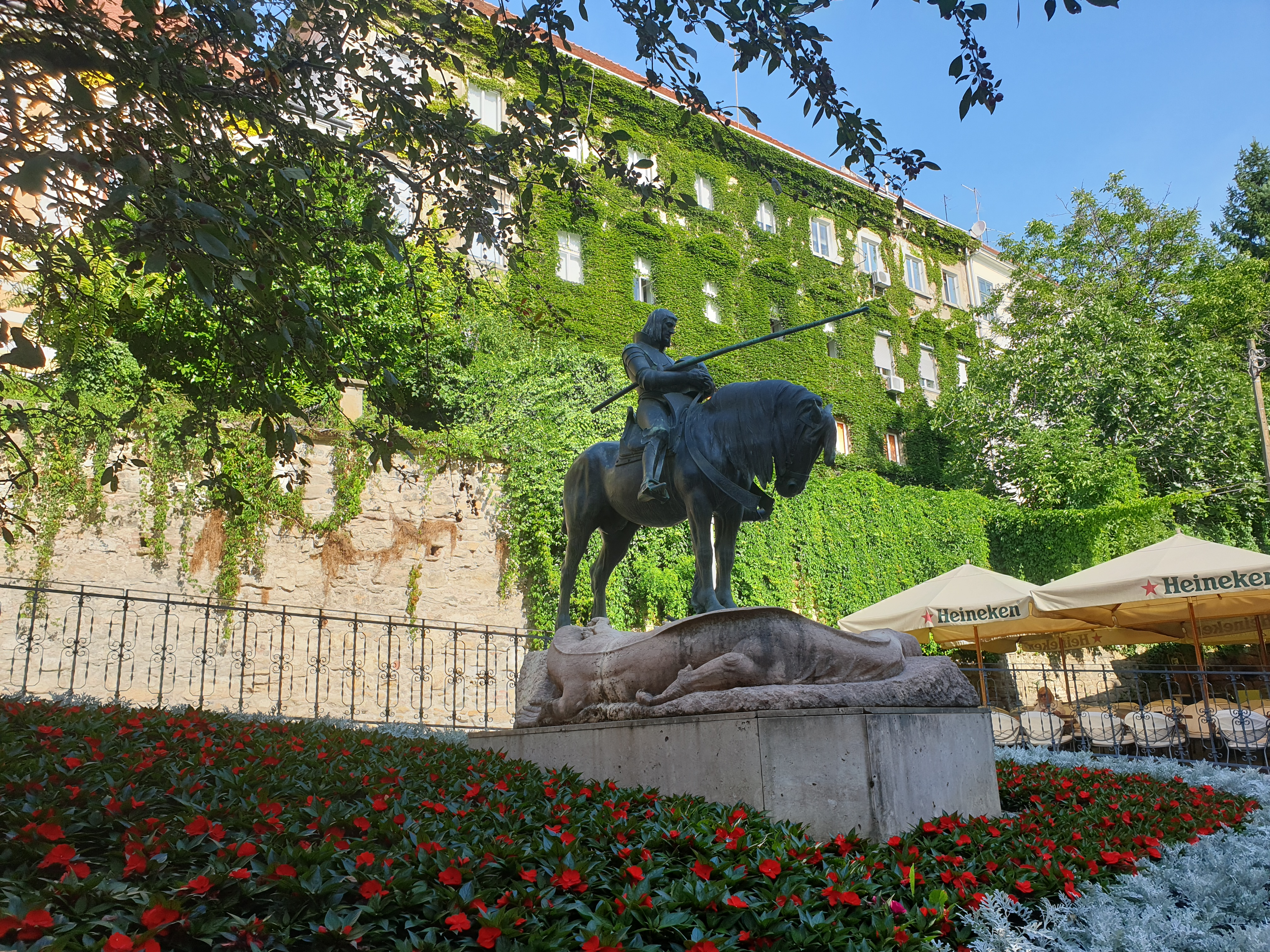
크로아티아 자그레브에 있는 성 게오르기우스의 동상을 멀리에서 바라본 모습

잉글랜드나 조지아, 모스크바의 수호성인으로써 서방에서는 십사구난성인(十四救難聖人)의 한 사람으로 알려졌다. 게오르기우스의 탄생지는 카파도키아라고 하는 전설이 일반적이지만 리다라는 전설도 있다. 그는 동서를 막론하고 병사 ・ 무기 장인 ・ 여행자 ・ 농민의 수호성인으로써 공경받으며, 메로빙거 왕조는 스스로 게오르기우스의 후손임을 자처하였다.
게오르기우스의 축일은 4월 23일로 악룡 퇴치의 기적을 기념하는 날은 10월 27일이다.
그의 모습을 묘사한 가장 오래된 그림은 10세기 동방에서 제작된 것으로 알브레히트 뒤러나 도나텔로, 라파엘로 산치오 등 많은 르네상스 화가들의 작품에도 등장하고 있다. 그 특징은 붉은 십자가가 그려진 깃발과 용, 그리고 백마를 타고 있는 게오르기우스 자신의 모습이 많다는 것이다.
영국에서는 19세기 이후 사버린 금화와 크라운 은화에 용을 퇴치하는 성 게오르기우스의 모습을 그려넣었다. 흰 바탕에 붉은 십자가 도안 「세인트 조지 크로스」(성 게오르기우스 십자가)는 잉글랜드의 국기(國旗)로 채용되었고 영국 국기의 일부로 이어져 오늘날에도 자주 볼 수 있다.
조지아나 러시아의 국가 휘장, 러시아의 수도 모스크바의 도시 휘장 및 도시 깃발에도 성 게오르기우스의 도안이 채용되어 있다.